# Tero Koskela
Tero Koskela (Kokkola, 13 ottobre 1976) è un ex calciatore finlandese, di ruolo difensore.

## Carriera

### Club
Koskela cominciò la carriera con la maglia del VPS, per poi passare al Jazz e allo Jokerit. Nel 2001, si trasferì al Tampere United. Nel 2004 fu ingaggiato dai norvegesi del Fredrikstad, per cui esordì nella Tippeligaen il 12 aprile, quando fu titolare nella sconfitta per 2-0 sul campo del Lillestrøm.
Nel corso del 2005, fu ingaggiato dallo Hønefoss, compagine di Adeccoligaen. Il debutto in squadra arrivò il 7 agosto, nella sconfitta per 3-0 contro lo Stabæk. Nel 2007 tornò in patria, per giocare nello Honka.
Dal 2009 tornò nel VPS.